# Công ước châu Mỹ về Nhân quyền
Công ước châu Mỹ về Nhân quyền (tiếng Anh: American Convention on Human Rights) cũng thường gọi là Hiệp ước San José, là một Văn kiện về nhân quyền quốc tế. Công ước này được các nước châu Mỹ chấp thuận trong cuộc họp ở San José, Costa Rica ngày 22.11.1969, và bắt đầu có hiệu lực từ ngày 18.7.1978 sau khi Grenada nộp văn kiện phê chuẩn thứ 11 (theo quy định).
Các cơ quan chịu trách nhiệm giám sát việc tuân thủ Công ước là những Ủy ban Nhân quyền liên Mỹ và Tòa án Nhân quyền liên Mỹ, cả hai đều là các cơ quan của Tổ chức các Quốc gia Châu Mỹ.

## Nội dung và Mục đích
Theo lời mở đầu, mục đích của Công ước là "để củng cố ở bán cầu này, một hệ thống tự do cá nhân và công bằng xã hội dựa trên sự tôn trọng các quyền cơ bản của con người, trong khuôn khổ của các thiết chế dân chủ".
Chương I đưa ra nghĩa vụ chung của các bên ký kết phải bảo vệ các quyền được quy định trong Công ước cho tất cả mọi người thuộc thẩm quyền pháp lý của mình, và làm cho các luật quốc gia của mình phù hợp với Công ước.
Chương II gồm 23 điều, đưa ra một danh sách các quyền dân sự và chính trị cá nhân dành cho mọi người, trong đó có quyền sống "nói chung, từ lúc thụ thai", quyền được đối xử nhân đạo, được xét xử công bằng, được có cuộc sống riêng tư, được tự do lương tâm, tự do lập hội, tự do đi lại, v.v...
Điều khoản duy nhất của Chương III nói về các quyền kinh tế, xã hội và văn hóa. Việc đề cập hơi qua loa về vấn đề này ở đây sau đó hơn 10 năm đã được mở rộng bằng Nghị định thư San Salvador (xem bên dưới).
Chương IV mô tả những trường hợp trong đó một số quyền có thể bị tạm đình chỉ, chẳng hạn như trong các tình trạng khẩn cấp, và các thủ tục phải theo để việc đình chỉ quyền như vậy được hợp pháp.
Chương V đưa ra sự cân bằng giữa các quyền và nghĩa vụ được ghi trong Tuyên ngôn châu Mỹ về quyền và trách nhiệm của con người, chỉ ra rằng các cá nhân đều có các quyền cũng như các trách nhiệm.
Các chương VI, VII, VIII và IX bao gồm các quy định về việc thiết lập và vận hành 2 cơ quan có trách nhiệm giám sát việc tuân thủ Công ước: Ủy ban Nhân quyền liên Mỹ, có trụ sở ở Washington, D.C., Hoa Kỳ, và Tòa án Nhân quyền liên Mỹ, có trụ sở ở San José, Costa Rica.
Chương X quy định các cơ chế về phê chuẩn, tu chính Công ước, hoặc đưa các quyền bảo lưu vào trong Công ước, hoặc tuyên bố rút ra khỏi Công ước. Nhiều quy định chuyển tiếp được đặt ra trong chương XI.'

## Các nghị định thư bổ sung
Trong những năm tiếp theo, các bên quốc gia ký kế Công ước này đã bổ sung thêm các quy định bằng 2 Nghị định thư bổ sung.
Nghị định thư đầu tiên,Nghị định thư bổ sung vào Công ước châu Mỹ về Nhân quyền trong lĩnh vực các quyền kinh tế, xã hội, và văn hóa (thường được gọi là "Nghị định thư San Salvador"), đã được mở ra để ký tại thành phố San Salvador, El Salvador, ngày 17.11.1988. Nó thể hiện một nỗ lực để đưa hệ thống nhân quyền châu Mỹ lên một tầm cao hơn bằng cách đưa ra việc bảo vệ cái được gọi là Ba thế hệ nhân quyền của Công ước trong các lãnh vực kinh tế, xã hội và văn hóa. Các quy định của nghị định thư này bao gồm các lĩnh vực như quyền làm việc, quyền được chăm sóc sức khoẻ, quyền có thực phẩm, và quyền được giáo dục. Nó có hiệu lực từ ngày 16 tháng 11 năm 1999 và đã được 14 nước phê chuẩn (xem bên dưới).
Nghị định thư thứ hai, Nghị định thư bổ sung vào Công ước châu Mỹ về Nhân quyền để bãi bỏ án tử hình, được chấp thuận ở Asunción, Paraguay, ngày 8.6.1990. 
Khi điều 4 của Công ước đã đưa ra những hạn chế nghiêm trọng không cho các nước áp đặt án tử hình - chỉ áp dụng cho các tội ác nghiêm trọng nhất, không khôi phục (án) sau khi đã bãi bỏ, không được áp dụng cho các tội phạm chính trị hoặc tội phạm thông thường, không được sử dụng đối với những người ở độ tuổi dưới 18 hoặc trên 70, hoặc đối với các phụ nữ mang thai - thì việc ký nghị định thư này chính thức hóa sự cam kết long trọng của nhà nước là kìm lại việc sử dụng hình phạt tử hình trong bất kỳ hoàn cảnh thời bình nào. Cho đến nay nó đã được 11 nước phê chuẩn (xem bên dưới).

## Phê chuẩn

Tới năm 2010 đã có 24 nước trong số 35 nước thành viên của Công ước châu Mỹ về Nhân quyền phê chuẩn công ước này: 
| Nước              | Ngày phê chuẩn | Nghị định thư bổ sung thứ nhất | Nghị định thư bổ sung thứ hai |
| ----------------- | -------------- | ------------------------------ | ----------------------------- |
| Argentina         | 14.8.1984      | 30.6.2003                      | 18.6.2008                     |
| Barbados          | 5.12.1981      |                                |                               |
| Bolivia           | 20.6.1979      | 12.7.2006                      |                               |
| Brasil            | 9.7.1992       | 8.8.1996                       | 31.7.1996                     |
| Chile             | 8.8.1990       |                                | 4.8.2008                      |
| Colombia          | 28.5.1973      | 10.10.1997                     |                               |
| Costa Rica        | 2.3.1970       | 9.9.1999                       | 30.3.1998                     |
| Dominica          | 3.6.1993       |                                |                               |
| Cộng hòa Dominica | 21.01.1978     |                                |                               |
| Ecuador           | 8.12.1997      | 2.2.1993                       | 5.2.1998                      |
| El Salvador       | 20.6.1978      | 4.5.1995                       |                               |
| Grenada           | 14.7.1978      |                                |                               |
| Guatemala         | 27.4.1978      | 30.5.2000                      |                               |
| Haiti             | 14.9.1977      |                                |                               |
| Honduras          | 5.9.1977       |                                |                               |
| Jamaica           | 19.7.1978      |                                |                               |
| México            | 2.3.1981       | 8.3.1996                       | 28.6.2007                     |
| Nicaragua         | 25.9.1979      |                                | 24.3.1999                     |
| Panama            | 8.5.1978       | 28.10.1992                     | 27.6.1991                     |
| Paraguay          | 18.8.1989      | 28.5 1997                      | 31.10.2000                    |
| Peru              | 12.7.1978      | 17.5.1995                      |                               |
| Suriname          | 12.12.1987     | 28.2.1990                      |                               |
| Uruguay           | 26.3.1985      | 21.12.1995                     | 8.2.1994                      |
| Venezuela         | 23.6.1977      |                                | 24.8.1992                     |

Trinidad và Tobago đình chỉ phê chuẩn của mình ngày 26.5.1988 (có hiệu lực 26.5.1999) về vấn đề án tử hình.
Công ước này mở cho mọi nước thành viên của "Tổ chức các quốc gia châu Mỹ" ký kết, tuy nhiên cho tới nay Canada vẫn chưa phê chuẩn cũng như nhiều nước nói tiếng Anh trong vùng Caribê; Hoa Kỳ đã ký năm 1977 nhưng chưa tiến hành thủ tục phê chuẩn.
Có lúc Canada đã nghiêm túc xem xét việc phê chuẩn, nhưng đã quyết định chống lại nó, mặc dù về nguyên tắc thì ủng hộ một hiệp ước như vậy. Công ước châu Mỹ về Nhân quyền đã được soạn thảo bởi phần lớn các nước Mỹ Latinh theo đạo Công giáo, nên có những quy định chống phá thai, đặc biệt điều 4.1:
| “ | Mọi người đều có quyền được tôn trọng sinh mạng của mình. Quyền này phải được bảo vệ bằng luật pháp và – nói chung - từ khi được thụ thai. Không ai có quyền tự ý tước đoạt sinh mạng của họ | ” |

 Điều này trái ngược với luật cho phép phá thai mới đây của Canada. Mặc dù Canada có thể phê chuẩn Công ước này với điều khoản bảo lưu về quyền phá thai (như México đã làm), nhưng như vậy sẽ mâu thuẫn với lời tuyên bố của Canada chống tạo ra các quyền bảo lưu đối với các hiệp ước nhân quyền. Một giải pháp khác là các nước thành viên bỏ các quy định chống phá thai, nhưng việc này khó xảy ra, vì các nước đó đều theo Công giáo.